# Liss-Gunnarsviken
Liss-Gunnarsviken är en sjö i Älvdalens kommun i Dalarna och ingår i Dalälvens huvudavrinningsområde. Sjön har en area på 0,267 kvadratkilometer och ligger 640,2 meter över havet. Sjön avvattnas av vattendraget Dalälven (Österdalälven).

## Delavrinningsområde
Liss-Gunnarsviken ingår i det delavrinningsområde (686377-132353) som SMHI kallar för Ovan Skärvagan. Medelhöjden är 633 meter över havet och ytan är 20,97 kvadratkilometer. Räknas de 83 avrinningsområdena uppströms in blir den ackumulerade arean 588,86 kvadratkilometer. Avrinningsområdets utflöde Dalälven (Österdalälven) mynnar i havet. Avrinningsområdet består mestadels av skog (85 procent) och sankmarker (12 procent). Avrinningsområdet har 0,26 kvadratkilometer vattenytor vilket ger det en sjöprocent på 1,2 procent.